# Христо Мороищалията
Христо Мороищалията е български революционер, войвода на Вътрешната македоно-одринска революционна организация

## Биография
Христо Мороищалията е роден в стружкото село Мороища, тогава в Османската империя, днес в Северна Македония. Присъединява се към ВМОРО. Войвода на чета от родното си село. През Илинденско-Преображенското въстание действа с четата на Гурко Динев и Г. Димитров и прекъсват телеграфните връзки между Охрид и Струга. Край Требенище Христо с четирима четници е пресрещнат и убит от турски аскер на 20 юли 1903 година.